# Haarlemmerliede en Spaarnwoude

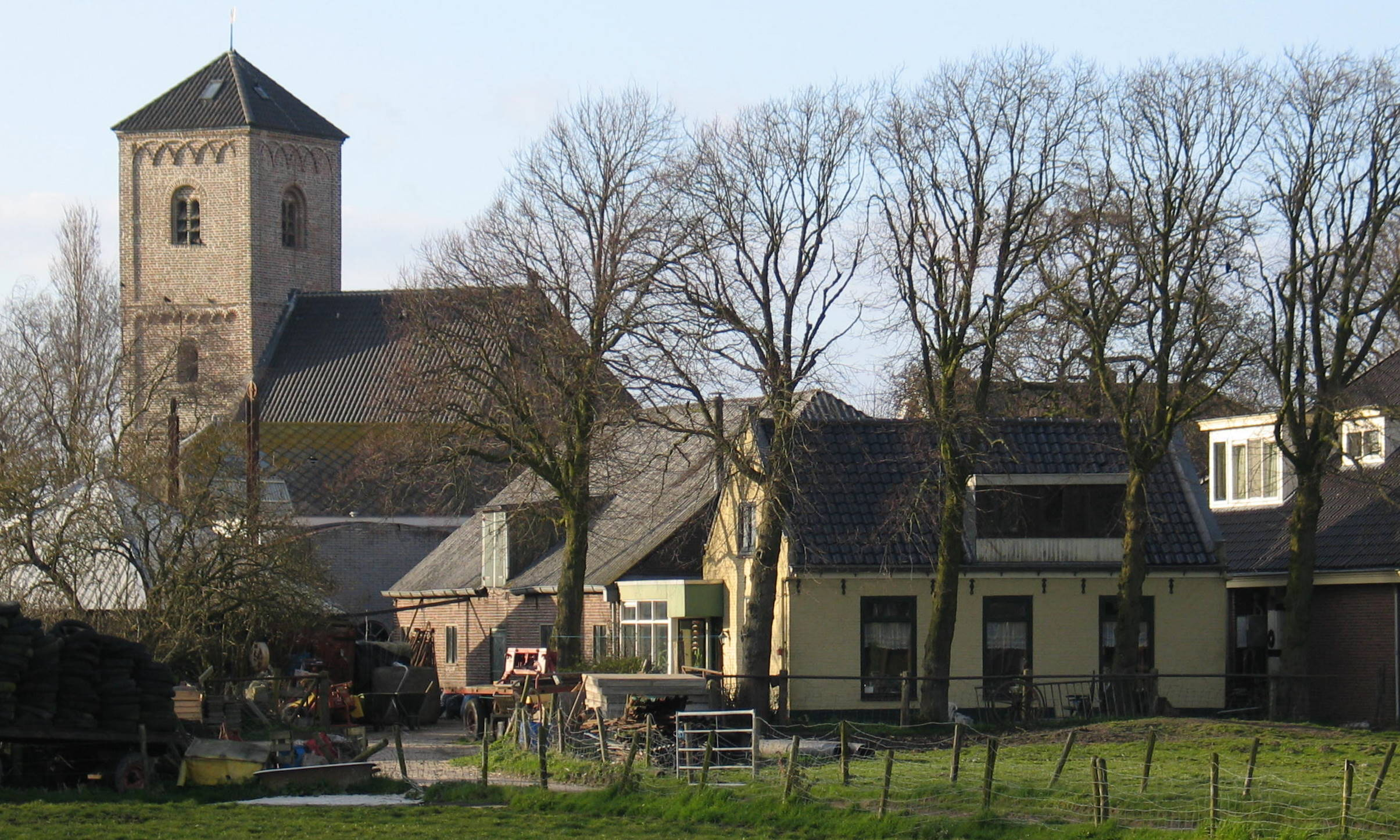
Spaarnwoude.

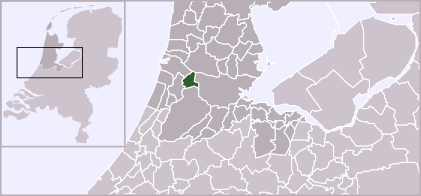
Haarlemmerliede en Spaarnwoude.

Haarlemmerliede en Spaarnwoude, historisk kommun i nordvästra Nederländerna i provinsen Noord-Holland. Staden har en area på 21,08 km² (vilket 1,83 km² utgörs av vatten) och en folkmängd på 5 556 invånare (2004).